# Stekelig vingermos
Stekelig vingermos (Physcia leptalea)  is een korstmos uit de familie Physciaceae. De fotobiont is trebouxioïde.

## Determinatie
Stekelig vingermos is een bladvormig korstmos. Het thallus is 2 tot 4 cm groot (maximaal 6). De lobben zijn 0,7 tot 1,5 mm breed. De kleur is witachtig tot lichtgrijs en vaak met een blauwachtige tint, witgevlekt met pseudocyphellen in oudere delen.
De asci meten 75–85 × 16–22 µm, zijn achtsporig (maar enkele sporen ontwikkelen zich niet volledig). De ascosporen zijn ellipsvormig tot cilindrisch-ellipsvormig, de uiteinden afgerond tot stomp, 2-cellig, enigszins ingesnoerd in het midden, glad en zeer dikwandig, zonder epispore en meten 19–24 × 9–11 µm.

## Verspreiding
In Nederland komt deze soort zeer zeldzaam voor. Het staat op de rode lijst in de categorie gevoelig.